# Barrussus pentheri
Barrussus pentheri är en spindeldjursart som beskrevs av Roewer 1928. Barrussus pentheri ingår i släktet Barrussus och familjen Karschiidae. Inga underarter finns listade.